# Cobubatha ochrocraspis
Cobubatha ochrocraspis là một loài bướm đêm trong họ Noctuidae.